# Goblin (DrefGold)
Goblin è il terzo album in studio del rapper italiano DrefGold, pubblicato l'8 novembre 2024 dalla Epic Records.

## Tracce
1. Orazio Kane – 2:39
2. Ghostbuster (ft. Capo Plaza) – 3:00
3. Tzunami – 2:49
4. Purple Rain (ft. Tedua) – 3:23
5. Sacrifici – 2:06
6. Milly Rock (ft. Tony Boy) – 2:38
7. Junkie Bar – 2:34
8. Babe (ft. Tony Effe) – 2:43
9. Influencer – 2:16
10. I Want U (ft. Bresh) – 3:04
11. Rick Step Owen – 1:57
12. Allerta meteo (ft. Pyrex) – 2:12
13. Goblin – 2:25
14. Vecchia guardia – 1:53

## Formazione
Musicisti
- DrefGold – voce
- Capo Plaza – voce aggiuntiva (traccia 2)
- Tedua – voce aggiuntiva (traccia 4)
- Tony Boy – voce aggiuntiva (traccia 6)
- Tony Effe – voce aggiuntiva (traccia 8)
- Bresh – voce aggiuntiva (traccia 10)
- Pyrex – voce aggiuntiva (traccia 12)

Produzione
- Bdope – produzione (tracce 1, 10)
- Daves – produzione (tracce 2, 4-7, 11, 13)
- YP – produzione (traccia 2)
- Finesse – produzione (traccia 3, 6)
- Sick Luke – produzione (traccia 3)
- Exxpensive – produzione (tracce 4-5)
- Dibla – produzione (traccia 4)
- Jiz – produzione (tracce 4, 7, 9)
- Nemo Ravesi – produzione (tracce 4-5)
- Ava – produzione (traccia 6)
- Murad – produzione (traccia 6)
- Flatpearl – produzione (tracce 7, 9, 13)
- Succo – produzione (tracce 7, 13)
- Drillionaire – produzione (traccia 8)
- Minethisshit – produzione (traccia 11)
- Kiid – produzione (traccia 12)
- Sadturs – produzione (traccia 12)
- Toro2x – produzione (traccia 14)
- GG – produzione (traccia 14)

## Classifiche

### Classifiche settimanali
| Classifica (2024) | Posizione massima |
| ----------------- | ----------------- |
| Italia            | 12                |